# 竹田宜純
竹田 宜純（たけだ よしずみ、1991年4月29日 - ）は、ジャパンラグビーリーグワン花園近鉄ライナーズに所属しているラグビー選手。

## プロフィール
- 奈良県出身[1]。御所実業高校ラグビー部監督・竹田寛行の三男。
- ポジションはフルバック(FB)。
- 身長 180 cm、体重 94 kg
- U20日本代表に選ばれたことがある[2]。
- 弟の祐将もラグビー選手[3]（現・花園近鉄ライナーズ）。

## 略歴
2010年、御所実業高校卒業後、帝京大学に入る。なお御所実業高校時代、高校日本代表に選ばれたことがある。
2014年、帝京大学卒業後、トヨタ自動車ヴェルブリッツ(現・トヨタヴェルブリッツ|)に加入。同年8月24日に行われたジャパンラグビートップリーグ1stステージ第1節のキヤノンイーグルス戦に先発出場で公式戦初出場を果たした。
2019年、トヨタ自動車ヴェルブリッツを退団した。
2020年1月、サンウルブズの2020シーズンスコッドに選ばれた。同年4月、近鉄ライナーズ(現・花園近鉄ライナーズ)に加入。